# خيطاء
الخَيطاءُ (الاسم العلمي: Dirofilaria)، جنس من الفيلاريات (تنقلها مفصليات الأرجل) (دودة مدورة)، من فصيلة كلابيات الذنب. بعض أنواعه تسبب داء الفيل، وهي حالة من العدوى الطفيلية، تصيب البشر والحيوانات.